# Bill Auberlen
Bill Auberlen (ur. 12 października 1968 w Los Angeles) – amerykański kierowca wyścigowy.

## Kariera
Auberlen rozpoczął karierę w międzynarodowych wyścigach samochodowych w 1987 roku od startów w IMSA GTU Championship, gdzie raz stanął na podium. Uzbierane 42 punkty dały mu dwunaste miejsce w końcowej klasyfikacji kierowców. W późniejszych latach Amerykanin pojawiał się także w stawce IMSA Camel GTO, Atlantic Championship, IMSA World Sports Car Championship, International Sports Racing Series, 24-godzinnego wyścigu Le Mans, American Le Mans Series, Grand American Sports Car Series, Grand American Rolex Series, Grand-Am Cup, Grand-Am Koni Challenge, Continental Tire Sports Car Challenge, FIA World Endurance Championship, Dunlop 24H Dubai  oraz United Sports Car Championship.

## Wyniki w 24h Le Mans
| Rok  | Zespół                         | Partnerzy                      | Samochód                 | Klasa   | Okr. | Poz. | Klasa Pos. |
| ---- | ------------------------------ | ------------------------------ | ------------------------ | ------- | ---- | ---- | ---------- |
| 1998 | Gulf Team Davidoff EMKA Racing | Steve O’Rourke Tim Sugden      | McLaren F1 GTR           | GT1     | 343  | 4    | 4          |
| 1999 | Price+Bscher                   | Thomas Bscher Steve Soper      | BMW V12 LM               | LMP     | 345  | 5    | 4          |
| 2002 | Panoz Motor Sports             | David Donohue Gunnar Jeannette | Panoz LMP01 Evo-Élan     | LMP900  | 230  | NU   | NU         |
| 2005 | Panoz Motor Sports             | Robin Liddell Scott Maxwell    | Panoz Esperante GT-LM    | GT2     | 27   | NU   | NU         |
| 2013 | Aston Martin Racing            | Paul Dalla Lana Pedro Lamy     | Aston Martin Vantage GTE | GTE Pro | 221  | NU   | NU         |